# Spread Your Wings
Spread Your Wings – рок-баллада британской рок-группы Queen, написана Джоном Диконом, издана на альбоме News of the World и сингле.

## Песня
Песня начинается с партии рояля в тональности ре мажор. Иногда в мелодии происходят модуляции в си минор. Песня одна из немногих, где Брайан Мэй играет на акустической гитаре, электрогитара лишь сопровождает пение. Лишь в конце играется соло, которым заканчивается песня.
Песня о парне по имени Сэмми, который работает уборщиком в баре «Изумруд». Рассказчик пытается подбодрить Сэмми, говоря ему, чтобы он «расправил свои крылья и улетел» (spread your wings and fly away).
Песня первая у группы, записана без хора и других благозвучных вокальных партий.
Группа записала ещё одну версию песни на сессии Би-Би-Си, в ней более заметно вступление рояля и окончание поживее.
Концертная версия песни издана на сборнике Live Killers.

## Видеоклип

Группа в видеоклипе

Клип к песне снял режиссёр Рок Фликс в январе 1978 года, с клипом к песне We Will Rock You, в саду Роджера Тейлора.
Дикон в красной куртке, Меркьюри и Тейлор в похожих чёрных куртках с мехом наружу, а Мэй в чёрной короткой куртке. От холода у Дикона красный нос и однажды в клипе он его вытирает.

## Кавер-версии
- Германская группа Blind Guardian сделала кавер-версию песни в своём альбоме Somewhere Far Beyond.

## Чарты
| Чарт Великобритании с 25 февраля 1978 года | Чарт Великобритании с 25 февраля 1978 года | Чарт Великобритании с 25 февраля 1978 года | Чарт Великобритании с 25 февраля 1978 года | Чарт Великобритании с 25 февраля 1978 года |
| ------------------------------------------ | ------------------------------------------ | ------------------------------------------ | ------------------------------------------ | ------------------------------------------ |
| Неделя                                     | 01                                         | 02                                         | 03                                         | 04                                         |
| Позиция                                    | 39                                         | 40                                         | 34                                         | 40                                         |

| Чарт Нидерландов | Чарт Нидерландов | Чарт Нидерландов | Чарт Нидерландов | Чарт Нидерландов | Чарт Нидерландов | Чарт Нидерландов |
| ---------------- | ---------------- | ---------------- | ---------------- | ---------------- | ---------------- | ---------------- |
| Неделя           | 01               | 02               | 03               | 04               | 05               | 06               |
| Позиция          | 28               | 22               | 20               | 29               | 33               | 35               |